# Świńczów
Świńczów – wieś w Polsce położona w województwie małopolskim, w powiecie krakowskim, w gminie Skała.
Przed 2015 do miejscowości należała także Niebyła.
Miejscowość położona jest przy drodze wojewódzkiej nr 794.
Wieś jest częścią składową sołectwa Niebyła-Świńczów.
W latach 1975–1998 miejscowość położona była w województwie krakowskim.